# Teoria della penetrazione
Nello studio dei fenomeni di trasporto la teoria della penetrazione stima i coefficienti di scambio lato liquido nell'operazione unitaria di assorbimento gas-liquido, e può essere applicata anche ai casi di diffusione da gocce o bolle in quiete. Fu sviluppata nel 1935 da Ralph Higbie
Più in generale, la teoria della penetrazione può essere applicata ad una qualunque interfaccia gas-liquido, con un piccolo gradiente di velocità.
Secondo questa teoria, un differenziale di massa del liquido esposta per un certo tempo (chiamato appunto "tempo di esposizione") alla corrente gassosa modificherà il proprio profilo di concentrazione (ovvero la distribuzione della concentrazione di soluto), seguendo una legge del tipo:
{\displaystyle {\bar {N}}_{A}=\Delta c\cdot {\sqrt {\frac {4{\mathcal {D}}}{\pi t_{exp}}}}}
dove:
- {\displaystyle {\bar {N}}_{A}} il flusso di materia del soluto (chiamato componente A) attraverso l'interfaccia gas-liquido mediato nell'intervallo di tempo che corrisponde al tempo di esposizione
- {\displaystyle \Delta c} la differenza di concentrazione di soluto tra la concentrazione {\displaystyle C_{Ai}} all'interfaccia e la concentrazione {\displaystyle C_{A0}} nel bulk del liquido.
- {\displaystyle {\mathcal {D}}} il coefficiente di diffusione di materia
- {\displaystyle \pi } è il cosiddetto "pi greco" (una costante pari a circa 3,14)
- {\displaystyle t_{exp}} è il "tempo di esposizione".

Il termine {\displaystyle {\sqrt {\frac {4{\mathcal {D}}}{\pi t_{exp}}}}} è il coefficiente di scambio di materia lato liquido KL.
Si noti che KL è proporzionale alla radice del coefficiente di diffusione di materia, mentre secondo la teoria del film KL è direttamente proporzionale al coefficiente di diffusione di materia. Confrontando questi due risultati teorici con i risultati sperimentali, si ottiene come la teoria della penetrazione predica con più accuratezza il valore di KL rispetto alla teoria del film (o del doppio film).
Una generalizzazione della teoria della penetrazione è la teoria del rinnovamento superficiale (Danckwerts, 1951).

## Determinazione del flusso di materia mediato nel tempo
L'equazione vista sopra è solamente il risultato finale di una teoria molto più complessa. Il procedimento analitico che ci permette di comprendere a fondo la relazione di Higbie parte dalla scrittura di un bilancio di materia per il liquido:
{\displaystyle (Sdz)(C_{A}|_{t+dt}-C_{A}|_{t})=(Sdt)\left(-{\mathcal {D}}{\frac {\partial {C_{A}}}{\partial {z}}}|_{z}\right)-(Sdt)\left(-{\mathcal {D}}{\frac {\partial {C_{A}}}{\partial {z}}}|_{z+dz}\right)}
in cui:
- z è la distanza dall'interfaccia gas-liquido
- S è l'area della superficie di scambio di materia

Si ricava da questo bilancio la seconda legge di Fick:
{\displaystyle {\frac {\partial {C_{A}}}{\partial {t}}}={\mathcal {D}}{\frac {\partial {^{2}C_{A}}}{\partial {z^{2}}}}}
La seconda legge di Fick va quindi particolarizzata, imponendo le condizioni al contorno del caso, che sono:
{\displaystyle \left\{{\begin{aligned}&C_{A}=C_{A0}\ \ \ \ (t=0)\\&C_{A}=C_{Ai}\ \ \ \ (z=0)\\&C_{A}=C_{A0}\ \ \ \ (z\rightarrow \infty )\end{aligned}}\right.}
Risolvendo il sistema alle derivate parziali dato dall'equazione alle derivate parziali rappresentata dalla seconda legge di Fick e dalle sue condizioni al contorno associate, si perviene alla determinazione del flusso di materia istantaneo per z = 0 (cioè il flusso in corrispondenza dell'interfaccia gas-liquido):
{\displaystyle N_{A}(t)=\Delta c\cdot {\sqrt {\frac {\mathcal {D}}{\pi t}}}}
A questo punto bisogna mediare lungo l'intervallo di tempo tra t = 0 e t = texp per ricavare il flusso di materia mediato nel tempo:
{\displaystyle {\bar {N}}_{A}={\frac {\int _{0}^{t_{exp}}N_{A}(t)dt}{t_{exp}}}=\Delta c\cdot {\sqrt {\frac {4{\mathcal {D}}}{\pi t_{exp}}}}}